# Джалыковское сельское муниципальное образование
Джалыковское сельское муниципальное образование — сельское поселение в Лаганском районе Калмыкии.
Административный центр — село Джалыково.

## География
Джалыковское СМО находится на севере Лаганского района Калмыкии. Общая площадь в административных границах Джалыковского сельского муниципального образования составляет 81668 га, из них земли сельхозназначения — 75556 га, земли населенных пунктов — 271 га, земли промышленности, энергетики, транспорта — 418 га, особо охраняемые территории — 0 га, лесного фонда — 1849 га, земли водного фонда — 280 га, земли запаса — 3294 га.
На севере Джалыковское СМО граничит с Астраханской областью, на западе с Черноземельским районом (Нарынхудукское СМО и Артезианское СМО), на юге (с запада на восток) с Уланхольским СМО, Лаганским ГМО, Красинским СМО. На востоке территория СМО омывается Каспийским морем.

## Население
| 2002  | 2010  | 2011  | 2012  | 2013  | 2014  | 2015  |
| ----- | ----- | ----- | ----- | ----- | ----- | ----- |
| 1403  | ↘1319 | ↗1324 | ↘1291 | ↘1248 | ↘1227 | ↘1179 |
| 2016  | 2017  | 2018  | 2019  | 2020  | 2021  |       |
| ↘1153 | ↗1157 | ↘1116 | ↗1118 | ↘1097 | ↘955  |       |

### Национальный состав
По данным Всероссийской переписи населения 2010 года:
| Национальность | Численность (чел.) | Процентное соотношение |
| -------------- | ------------------ | ---------------------- |
| Калмыки        | 1 154              | 87,49%                 |
| Русские        | 79                 | 5,99%                  |
| Казахи         | 49                 | 3,71%                  |
| Другие         | 37                 | 2,80%                  |
| Всего          | 1 319              | 100,00%                |

## Состав сельского поселения
| № | Населённый пункт | Тип населённого пункта       | Население |
| - | ---------------- | ---------------------------- | --------- |
| 1 | Буранное         | село                         | ↗305      |
| 2 | Джалыково        | село, административный центр | ↘1032     |

## Предприятия и организации
На 01.01.2011 года на территории Джалыковского СМО действовали:
- Участковая амбулатория МЛПУ «Лаганская ЦРБ», ФАП

- 2 сельские библиотеки;

- Центр образования детей (школ и детсад), основная школа с. Буранное;

- сельский дом культуры;

- ЗАО «Джалыково»;

- Каспийский филиал ФГУ «Калммелиоводхоз»;

- предприятия торговли (пять индивидуальных предпринимателя).

- 12 крестьянско-фермерских хозяйств;